# Stanhopea hernandezii
Stanhopea hernandezii là một loài lan đặc hữu của central and tây nam México.

## Hình ảnh

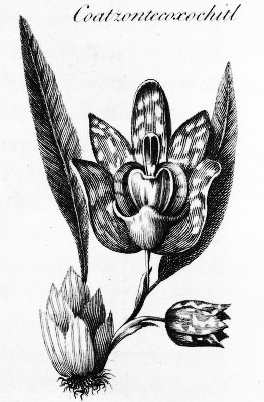
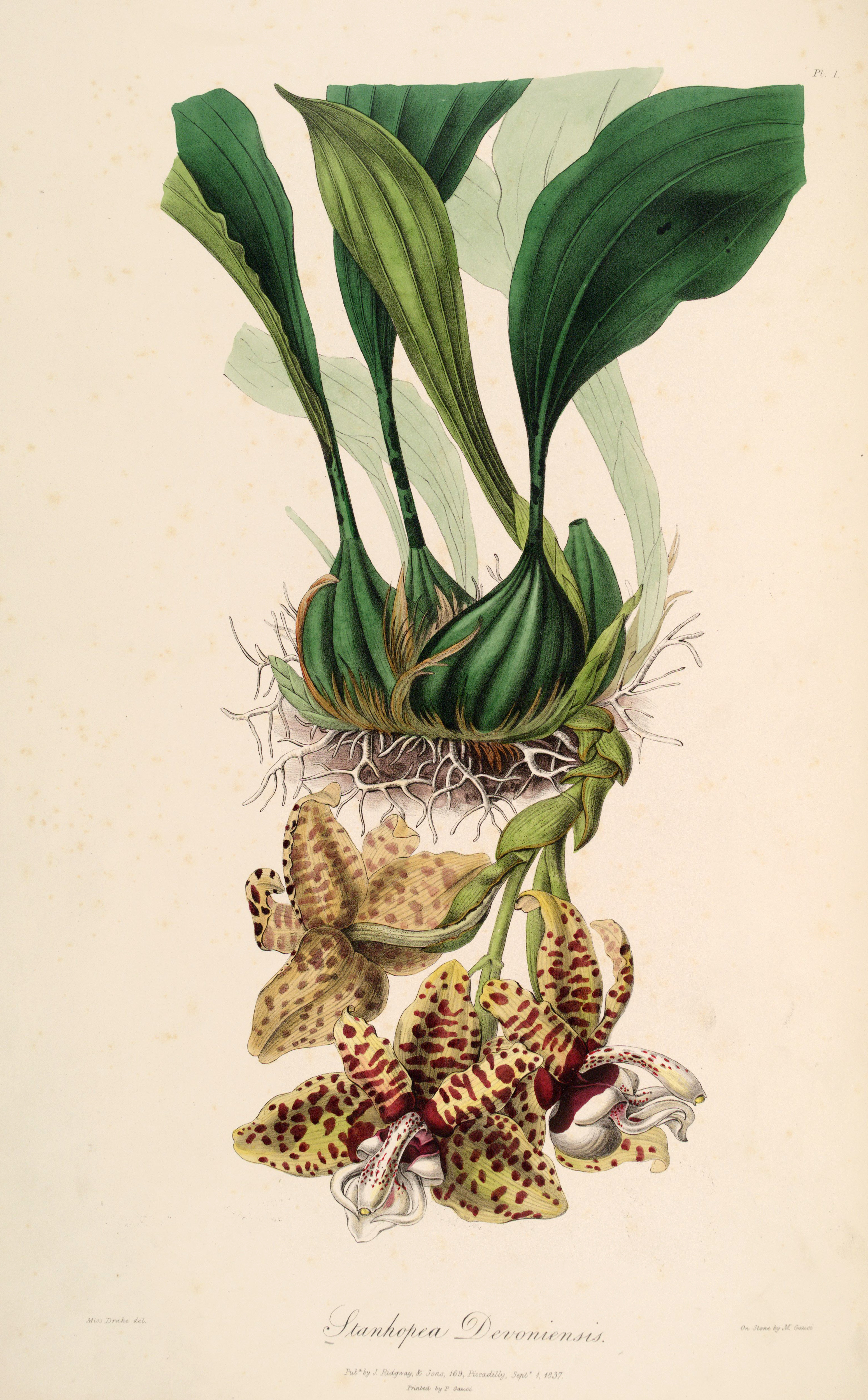